# Záchlumí, Ústí nad Orlicí
Záchlumí là một làng thuộc huyện Ústí nad Orlicí, vùng Pardubický, Cộng hòa Séc.